# Арзас Тергукасов
Арзас Артемиевич Тергукасов (на руски: Арзас Артемьевич Тергукасов) е руски офицер, генерал-лейтенант. Участник в Руско-турската война (1877-1878).

## Биография
Арзас Тургукасов е роден през 1819 г. в град Тифлис в семейството на арменски духовник. Постъпва в Руската армия (1841). Получава образование в Корпуса за инженери от транспорта. Служи с военно звание майор в Апшеронския пехотен полк (1852).
Участва в Кавказката война през 1850 г. Повишен е във военно звание генерал-майор от 1865 г. и генерал-лейтенант с назначение за командир на 38-а пехотна дивизия (1868). Управител на Средния дял от Терска област (1869).
Участва в Руско-турската война (1877-1878). Командир на Ереванския руски отряд от 11 675 офицери и войници и 32 оръдия. Участва в действията на Кавказкия фронт. На 18 април 1877 г. превзема Баязет и се насочва към Карс. През настъпателния период на войната се бие храбро при Драмдаг, участва в битката при Даяр и в битката при Зевин. Деблокира руския гарнизон на Баязет, спира османското настъпление при Зорския проход. По време на решителното настъпление на Действащата руска армия побеждава в битката при прохода Деве бойня. Награден е с Орден „Свети Георги“ III ст.
След войната е командир на войските на Закаспийската област (1879) и 2-ри Кавказки армейски корпус (1881).